# Teva (Marke)

Logo von Teva

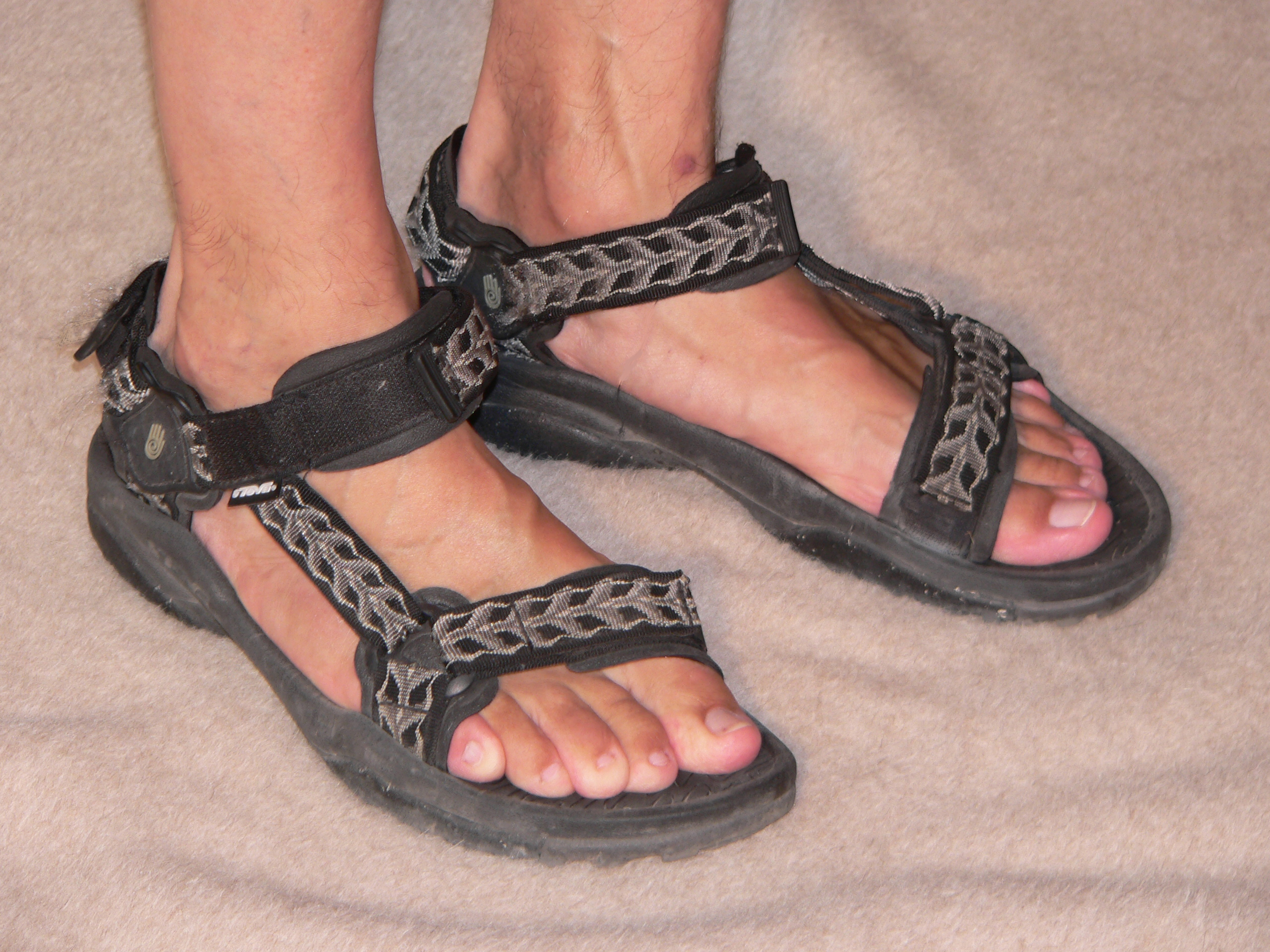
Sandalen von Teva

Teva ist eine Marke des US-amerikanischen Schuhherstellers Deckers Outdoor Corporation für Outdoor-Schuhe, insbesondere (Sport-)Sandalen.

## Geschichte
Das Unternehmen wurde 1982 als Ein-Mann-Betrieb von Mark Thatcher gegründet, einem Geophysiker und Raftingführer am Colorado River. Der Marketing-Legende nach soll Thatcher zunächst nach einer Lösung für ein eigenes Problem gesucht haben: ständig nasse Füße. Er soll darauf die Urform einer praktischen Sportsandale entwickelt haben, die auch problemlos am und im Wasser genutzt werden kann und gleichzeitig einen hohen Laufkomfort bieten soll.
Dazu ersetzte Thatcher klassische Materialien wie Leder vollständig durch Kunststoffe und ließ sich 1988 eine Sportsandale patentieren, die aus einer doppelten Sohle (unten eine harte Außensohle mit Profil, oben eine weiche Innensohle) und einem System aus mehreren Bändern besteht, das Universal Strapping System genannt wurde: Ein Knöchel-Band – zweiteilig und doppelt verstellbar: vorne ein Rist-Band (instep strap), hinten ein Fersen-Band (heel strap) – und ein ebenfalls verstellbares Zehen-Band (toe strap) werden durch ein Seiten-Band (lateral strap) von fester Länge miteinander verbunden. Die Bänder bestehen aus leichtem Jacquard-Gewebe mit Klettband. Das erste Modell hatte noch einen Zehensteg (einen Art Riemen zwischen großen Zeh und den anderen Zehen).
Die Idee war erfolgreich, und Thatcher expandierte in den folgenden zwei Jahrzehnten weltweit. Seit November 2002 ist Teva eine Marke des US-amerikanischen Schuhherstellers Deckers Outdoor Corporation in Goleta, Kalifornien. Für den deutschen Vertrieb ist seit 1993 die Tatonka GmbH in Dasing zuständig.
Der Begriff Teva ist dem Hebräischen entlehnt, wo das Wort (hebräisch טבע) „Natur“ bedeutet. Als Unternehmensname soll diese Bezeichnung die Verbundenheit zur Natur symbolisieren.
Teva-Produkte sind aus modernen Stoffen wie Elastan, Nylon, Neopren, Microban, Multi Density oder Dual Density EVA, Spider oder River Rubber usw. gefertigt und werden u. a. in China und Vietnam hergestellt.